# Louis-Étienne Arcère
Louis-Étienne Arcère (* 15. April 1698 in Marseille; † 7. Februar 1782 in La Rochelle) war ein französischer Historiker und Priester der Oratorianer. Er gehört zu den frühesten Autoren, die eine Darstellung der Geschichte von La Rochelle gaben.

## Leben
Louis-Étienne Arcère lehrte die schöne Literatur und Geisteswissenschaften in verschiedenen höheren Schulen seines Ordens und wurde um 1743 ständiger Sekretär der Société royale d’agriculture in La Rochelle, wo er bis zu seinem Tod residierte.
Arcère ist vor allem bekannt für seine Histoire de la ville de La Rochelle et du pays d’Aulnis (2 Bde., La Rochelle 1756–57). Viele Materialien für dieses Werk wurden von Claude-Hubert Jaillot (1690–1749) gesammelt, nach dessen Tod 1749 Arcère die Arbeit an der Geschichtsdarstellung von La Rochelle allein fortsetzte und das Werk zu Ende brachte. Dieses Buch verschaffte dem Autor eine von der Provinz zugestandene Pension und seine Anstellung als Korrespondent der Académie des inscriptions et belles-lettres. Allerdings stützte sich Arcère in großen Teilen auf die zwischen 1613 und 1625 entstandene Histoire de La Rochelle von Amos Barbot (1566–1625), der die älteste verfügbare erzählende Quelle zur Geschichte dieser Stadt seit dem Mittelalter darstellt.  
Weitere Werke von Arcère sind u. a.:
- Éloge historique du R. P. Claude-Hubert Jaillot, La Rochelle 1750
- Journal historique au sujet de la tentative de la flotte anglaise sur les côtes du pays d’Aulnis, 1757
- Journal historique de la prise de Mahon, 1760
- Mémoire apologétique de la révolution de Corse en 1760, Paris 1777
- De l’État de l’agriculture chez les Romains depuis le commencement de la République jusqu’au siècle de Jules-César, Paris 1777

Arcère verfasste auch zwei sich mit kirchlichen Fragen beschäftigende Schriften, die im jansenistischen Geist abgefasst sind, dem die Oratorianer damals anhingen:
- Mémoire sur la nécessité de diminuer le nombre des fêtes, 1763
- Mémoire sur la nécessité de diminuer le nombre et de changer le système des maisons religieuses, 1765

Viele andere seiner Denkschriften und einige seiner Gedichte wurden in den Récueil de l’académie de la Rochelle aufgenommen. Arcère errang auch einen großen Ruf als Dichter und gewann den ersten Preis bei den Blumenspielen, die 1736, 1746 und 1748 in Toulouse, 1741 in Marseille sowie 1743 in Pau stattfanden.
Im Zeitraum von 1736 bis April 1780 legte Arcère eine sechsbändige handschriftliche Sammlung von Auszügen aus verschiedenen Journalen zu literarischen und historischen Themen, theologischen Sentenzen etc. an, die den Titel Arceriana trägt und die er der Bibliothek der Oratorianer in Marseille hinterließ. Er beherrschte mehrere alte und lebende Sprachen und beschäftigte sich eine Zeitlang mit der Vorbereitung einer Ausgabe eines türkisch-lateinisch-französischen Wörterbuchs, dessen Stoff sein 1699 verstorbener Onkel, der Orientalist Antoine Arcère, zusammengetragen hatte. Aufgrund des Nachlassens seiner Sehkraft und seines fortgeschrittenen Alters musste er aber diese Arbeit wieder aufgeben. Er vermachte das Manuskript der königlichen Bibliothek von Paris.